# 镰闪蛛
镰闪蛛（学名：Heliophanus falcatus）为跳蛛科闪蛛属的动物。在中国大陆，分布于内蒙等地。该物种的模式产地在内蒙。